# Tadeusz Wojtan
Wojtan Tadeusz – polski dowódca wojskowy, podpułkownik Wojska Polskiego.

## Biogram
Służbę w Wojsku Polskim rozpoczął jako podchorąży Oficerskiej Szkoły Artylerii Przeciwlotniczej w Koszalinie w 1972 r. Zawodową służbę wojskową rozpoczyna jako dowódca plutonu w baterii przeciwlotniczej w 28 Pułku Czołgów w m. Czarne. Od 1977 r. dowodzi 25 Kompanią Dowodzenia Szefa OPL 20 Dywizji Pancernej w Szczecinku. Następnie kończy Wojskowy Kurs Doskonalenia Oficerów w Wyższej Szkole Oficerskiej Wojsk Obrony Przeciwlotniczej, a od 1981 r. zostaje pomocnikiem szefa OPL 20 DPanc. W 1982 r. obejmuje stanowisko Szefa OPL w 68 Pułku Czołgów w Budowie, a jesienią 1983 r. rozpoczyna studia w Akademii Wojsk OP w Kijowie. Po powrocie do kraju w 1986 r. zostaje szefem sztabu 75 Pułku Artylerii Przeciwlotniczej. W 1991 r. obejmuje stanowisko dowódcy 55 Pułku Artylerii Przeciwlotniczej, którym dowodzi do 1993 r. Następnie od 1993 r. służy w Sztabie Pomorskim Okręgu Wojskowym na kierowniczym stanowisku w Szefostwie WOPL. 

## Awanse
- podporucznik – 1976r.
- porucznik –
- kapitan –
- major –
- podpułkownik –

## Odznaczenia
- Srebrny Krzyż Zasługi
- Złoty Medal "Siły Zbrojne w Służbie Ojczyzny"
- Złoty Medal "Za Zasługi dla Obronności Kraju"